# Robert Brout

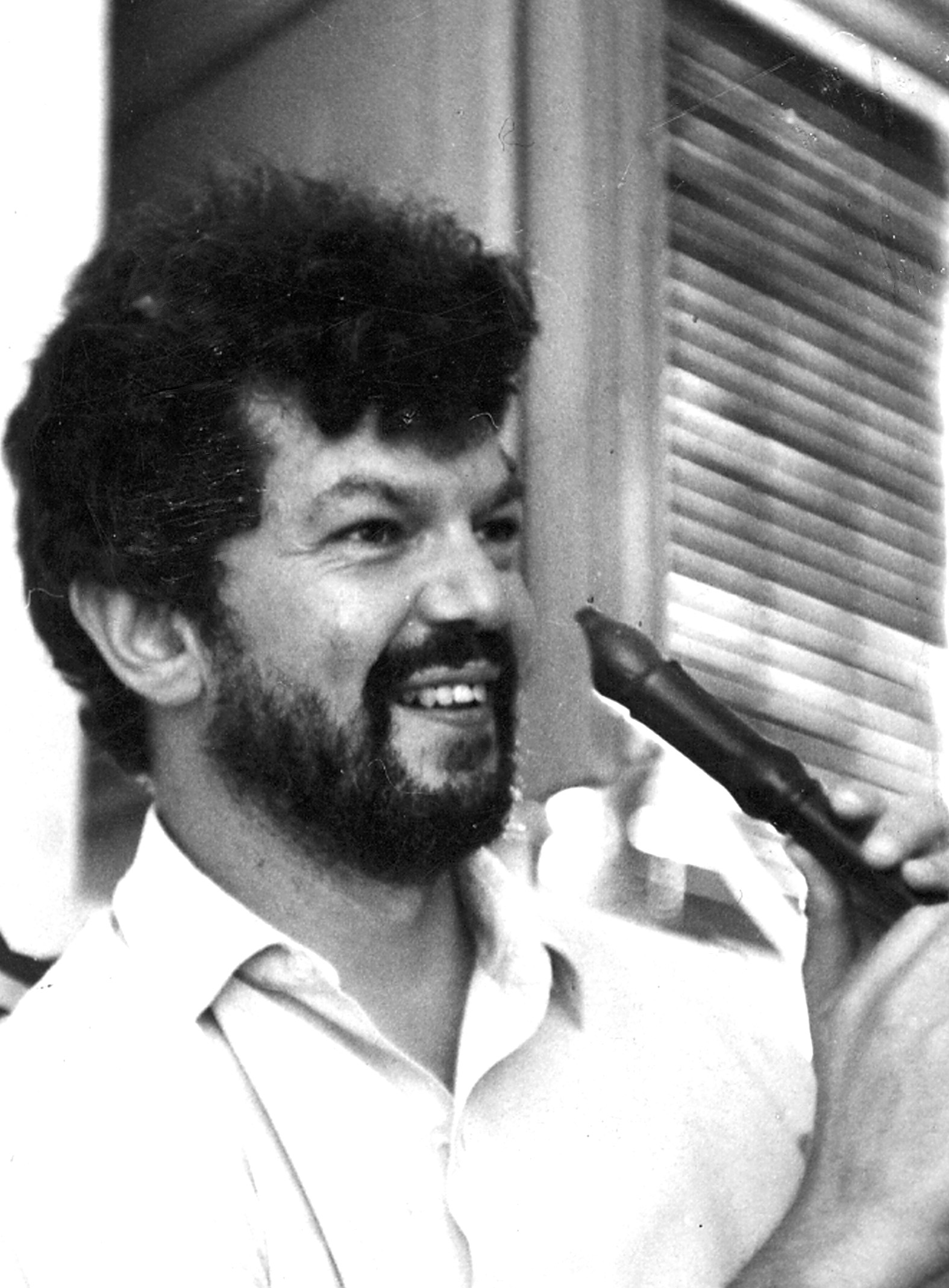
Robert Brout (1964)

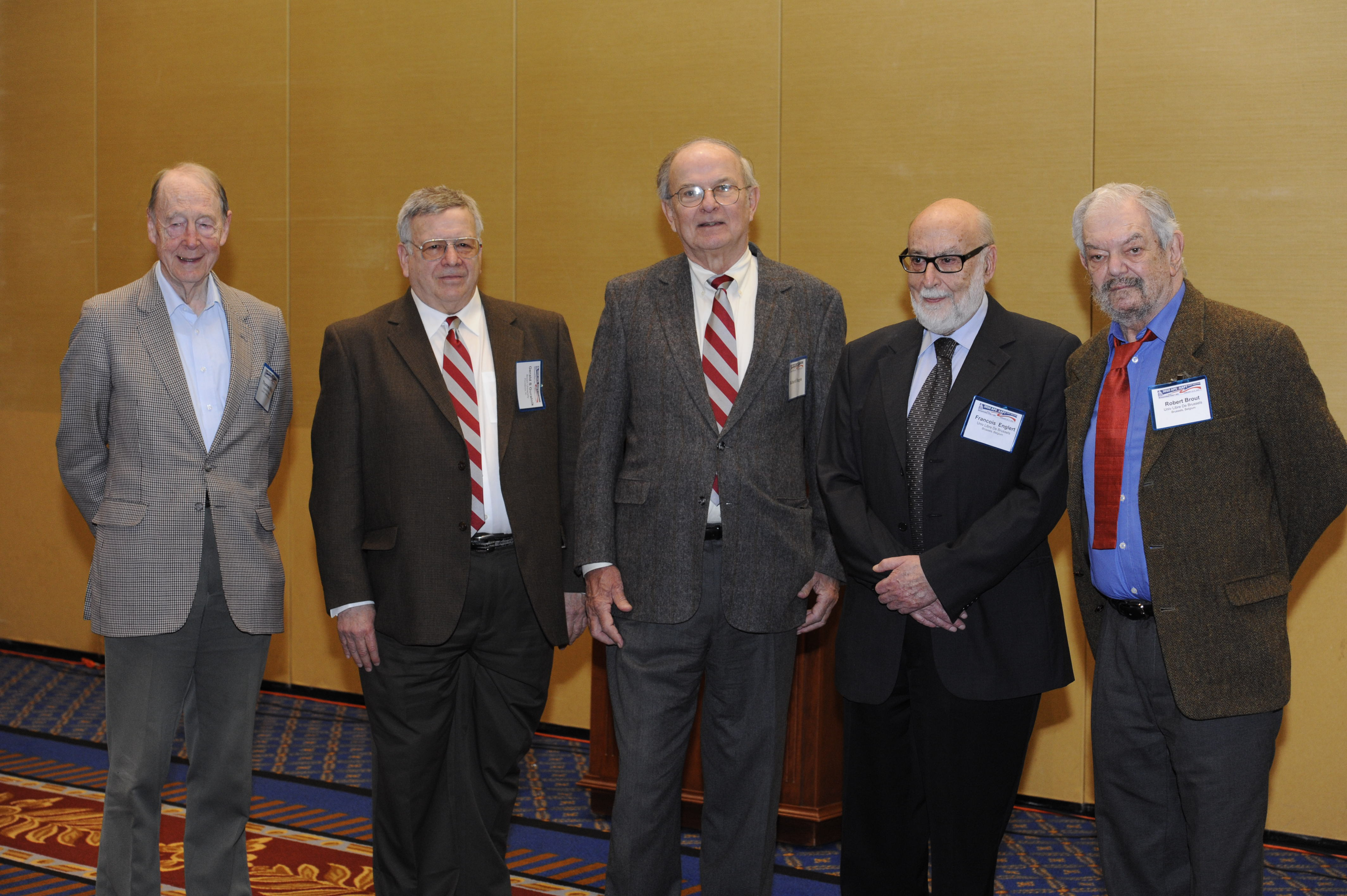
Kibble, Guralnik, Hagen, Englert und Brout bei der Verleihung des Sakurai-Preises 2010

Robert Brout (* 14. Juni 1928 in New York; † 3. Mai 2011 in Linkebeek) war ein US-amerikanisch-belgischer Physiker.

## Leben
Brout studierte bis 1948 New York University und wurde 1953 an der Columbia University promoviert. Nach Forschungsaufenthalten in Rochester und Brüssel war er von 1956 bis 1961 Assistenzprofessor an der Cornell University. Hier arbeitete er ab 1959 eng mit François Englert zusammen und folgte diesem 1961 an die Université libre de Bruxelles (Freie Universität Brüssel) nach. Er nahm die belgische Staatsbürgerschaft an.
In den 1950er Jahren beschäftigte sich Brout mit der Vielteilchentheorie des Festkörpers (Anregungen in Elektronengas-Modellen u. a.) und statistischer Mechanik. Sein Buch Phase Transitions erschien 1965, bevor das Gebiet der Phasenübergänge in den 1960er Jahren revolutioniert wurde. Am 31. August 1964 publizierten Brout und François Englert einen Mechanismus, der die kurze Reichweite der schwachen Kraft erklärt, indem ein massives Vektorboson eingeführt wird. Der darin eingeführte Mechanismus der Masseerzeugung wurde später als Higgs-Mechanismus bekannt. Nur wenige Tage später, am 15. September, erschien eine ähnliche Arbeit von Peter Higgs. Nach den drei Physikern wird das Boson Brout-Englert-Higgs-Teilchen genannt, meistens aber als Higgs-Boson abgekürzt. In ihrer Arbeit von 1964 zeigten Brout und Englert auch, wie die elektromagnetische und die schwache Kraft durch so genannte „spontane Symmetriebrechung“ vereinigt werden können.
Später beschäftigte sich Brout auch mit kosmologischer Inflation, mit Quantengravitation und schwarzen Löchern. Für diese Forschungen erhielt er 1977 den Gravity Research Foundation 1st Award.
1960 wurde er Sloan Research Fellow. 1997 wurden Brout, Englert und Higgs mit dem Hochenergiephysik-Preis der European Physical Society und 2004 mit dem Wolf-Preis geehrt. 2005 wurden Brout und Englert Ehrendoktoren der Freien Universität Brüssel. 2010 wurde er mit den anderen Entdeckern des Higgs-Mechanismus mit dem Sakurai-Preis geehrt.
Brout war verheiratet und hatte drei Kinder.